# Đồng(II) sulfat
Đồng(II) sunfat là một hợp chất hóa học vô cơ với công thức là CuSO4. Muối này tồn tại dưới một vài dạng ngậm nước khác nhau: CuSO4 (muối khan, khoáng vật chalcocyanit), CuSO4·5H2O (dạng pentahydrat phổ biến nhất, khoáng vật chalcanthit), CuSO4·3H2O (dạng trihydrat, khoáng vật bonatit) và CuSO4·7H2O (dạng heptahydrat, khoáng vật boothit).
Đồng(II) sunfat CuSO4 là chất bột màu trắng, hút mạnh hơi ẩm của không khí để tạo thành hydrat CuSO4·5H2O màu lam. Lợi dụng tính chất này, người ta dùng CuSO4 khan để phát hiện nước ở lẫn trong hợp chất hữu cơ.

## Điều chế
CuSO4·5H2O được điều chế bằng cách hòa tan đồng(II) oxit, hydroxide hay muối cacbonat trong dung dịch axit sunfuric. Muối khan được tạo nên khi làm mất nước pentahydrat ở 250 ℃.

## Tính chất
Pentahydrat CuSO4·5H2O là những tinh thể tam tà màu xanh lam, trong đó ion Cu2+ được phối trí kiểu bát diện lệch. Bao quanh ion Cu2+ có bốn phân tử nước cùng nằm trên một mặt phẳng, hai nhóm SO42− nằm ở hai phía của mặt phẳng và trên cùng một trục còn phân tử H2O thứ năm, bằng liên kết hydro, liên kết với một phân tử H2O của mặt phẳng và với một nhóm SO42−. Khi đun nóng, pentahydrat mất nước dần và đến 250 ℃ biến thành muối khan:
CuSO4·5H2O → CuSO4·3H2O → CuSO4·H2O → CuSO4.
Pentahydrat CuSO4·5H2O là hóa chất thông dụng nhất của đồng. Nó được dùng vào việc tinh chế đồng kim loại bằng phương pháp điện phân, dùng làm thuốc trừ sâu trong công nghiệp và dùng để điều chế nhiều hợp chất của đồng.

### Các dạng ngậm nước khác
CuSO4·6H2O, CuSO4·7H2O, CuSO4·9H2O và CuSO4·44H2O đều được biết đến. Heptahydrat có cấu trúc giống FeSO4·7H2O, tồn tại dưới dạng tinh thể màu xanh dương, D21 ℃ = 1,944 g/cm³. Nonahydrat là kết quả của việc nghiên cứu hệ CuSO4–H2O ở -20,3 ℃. Muối băng chứa 44 nước được tạo ra khi tách dung dịch CuSO4 đặc ở -2 ℃ rồi loại bỏ phần không tinh khiết.

## Ứng dụng

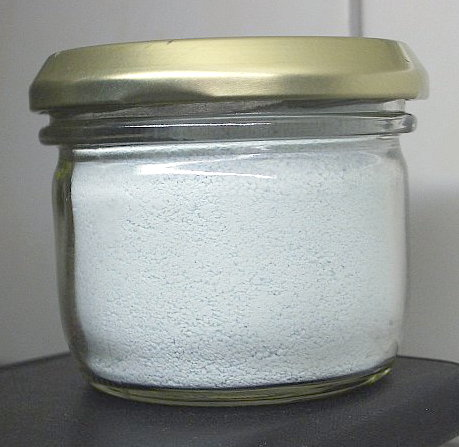
Đồng(II) sulfat dạng khan.

Một lượng lớn đồng(II) sunfat pentahydrat được sản xuất ra để sử dụng trong nông nghiệp với vai trò là kháng nấm bệnh. Vì vậy, nó là thành phần quan trọng trong thuốc diệt cỏ, diệt nấm và trừ sâu. Đồng thời, nó giúp bổ sung vi lượng Cu khi cây bị thiếu. Nó có ảnh hưởng đến quá trình sinh lý, sinh hóa của cây như giúp khử nitrat, phân giải, khử CO2, thoát hơi nước, chuyển hóa gluxit, tạo các mô mới thân lá rễ và ảnh hưởng đến tính chịu hạn, chịu lạnh, chịu nóng của cây. Đồng(II) sunfat pentahydrat cũng có tác động đến sự tổng hợp nhiều loại chất đường bột, hợp chất có đạm, chất béo, clorofin, vitamin C, enzym và các sắc tố khác cho cả động vật và thực vật.
Đồng(II) sunfat pentahydrat còn được sử dụng là nguyên liệu thức ăn chăn nuôi. Việc bổ sung đồng nhằm điều chỉnh lại sự thiếu đồng trong cơ thể vật nuôi, đặc biệt là chất điều hòa sinh trưởng cho lợn và gà. Từ đó kích thích tăng trưởng cho lợn, gà để tăng năng suất và giá trị kinh tế.
Phèn xanh trong ao tôm được tạo ra từ đồng(II) sunfat pentahydrat đóng vai trò quan trọng trong quá trình lột xác và sinh sản. Nó giúp hỗ trợ quá trình chuyển máu và hô hấp của tôm diễn ra thuận lợi hơn.
Ngoài nông nghiệp, đồng(II) sunfat pentahydrat cũng được ứng dụng trong công nghiệp xử lý nước thải, dệt nhuộm, tạo màu. Ngoài ra, còn được dùng nhiều trong ngành công nghiệp lọc kim loại và sơn tàu thuyền.

## Hợp chất khác
- Khi cho tác dụng với khí NH3, CuSO4·5H2O tạo tinh thể CuSO4·4NH3·H2O màu chàm đậm. Tinh thể hydrat này cũng tách ra khi cho thêm rượu vào dung dịch của CuSO4 trong amonia đậm đặc. Các phức sau cũng được biết đến:
  - CuSO4·2NH3 (bột màu xanh táo);
  - CuSO4·5NH3 (bột xanh dương).[3]
- CuSO4 còn tạo một số hợp chất với N2H4, như CuSO4·2N2H4·2H2O là tinh thể màu dương nhạt, không tan trong các loại cồn, axeton và benzen, D = 2,888 g/cm³.[4]
- CuSO4 còn tạo một số hợp chất với NH2OH, như CuSO4·NH2OH và CuSO4·2NH2OH là tinh thể lục nhạt hay CuSO4·5NH2OH là tinh thể tím; tuy nhiên, chất sau không ổn định và dễ bị khử thành đồng(I).[5]
- CuSO4 còn tạo một số hợp chất với CO(NH2)2, như CuSO4·CO(NH2)2·5H2O là tinh thể màu xanh lam,[6] CuSO4·2CO(NH2)2 là tinh thể màu lam[7] hay CuSO4·3CO(NH2)2 là tinh thể màu xanh lam nhạt[8], D = 2,11 g/cm³.[9]
- CuSO4 còn tạo một số hợp chất với CON3H5, như CuSO4·CON3H5 khan là tinh thể màu lục, hemipentahydrat là tinh thể màu dương hay CuSO4·2CON3H5 là tinh thể màu dương.[10]
- CuSO4 còn tạo một số hợp chất với CS(NH2)2, như CuSO4·2CS(NH2)2 là tinh thể lục lam đậm, tan trong nước tạo dung dịch màu dương đen.[11]
- CuSO4 còn tạo một số hợp chất với CSN3H5, như CuSO4·CSN3H5 là tinh thể màu xám lục hay CuSO4·2CSN3H5 là tinh thể màu dương đen.[12]
- CuSO4 còn tạo một số hợp chất với CSN4H6, như CuSO4·2CSN4H6·2H2O là tinh thể tím, D = 1,83 g/cm³.[9]
- CuSO4 còn tạo một số hợp chất với CSeN3H5, như CuSO4·2CSeN3H5 là tinh thể màu lục, tan ít trong nước, cồn và không tan trong ete.[13]